# 無限動力
無限動力實業有限公司（英語：Entertaining Power Co. Ltd）以香港為根據地，於2003年成立，主要參與電影製作和發行。

## 製作電影
- 《葉問》
- 《寒戰》
- 《風暴》
- 《衝鋒戰警》
- 《小姐誘心》
- 《野狼與瑪莉》
- 《沒女神探》
- 《紀念日》
- 《紅衣小女孩2》
- 《今晚打喪屍》
- 《救殭清道夫》
- 《如珠如寶》
- 《麥路人》
- 《無名指》
- 《九龍城寨之圍城》

## 發行電影
- 《撲克王》
- 《阿爸》
- 《Z-108棄城》
- 《爆3俏嬌娃》
- 《人面魚：紅衣小女孩外傳》

## 外部連結
- 官方网站